# Taste My Beat
『Taste My Beat』（テイスト・マイ・ビート）は、土屋アンナの1枚目のミニアルバム。2005年8月24日にMAD PRAY RECORDSから発売された。

## 収録曲
1. Ah Ah
作詞：Paul Rein、作曲：Winston Sela・Daniel Eklund
2. Taste My Skin
作詞：土屋アンナ、作曲：Aleena、編曲：CHOKUbich
3. in my hands
作詞：衛藤利恵、作曲：en:Johan Boback、編曲：ゲイリー・ニュービー　／　EDWIN「ViENUS JEAN」CMソング
4. FROZEN ROSE
作詞：土屋アンナ、編曲：CHOKUbich
5. MY Lullaby
作詞：土屋アンナ、作曲・編曲：ゲイリー・ニュービー
6. Somebody Help Me
作詞・作曲：Walter Brandt、編曲：ゲイリー・ニュービー

| スタブアイコン | サブスタブ | この項目は、まだ閲覧者の調べものの参照としては役立たない、アルバムに関連した書きかけの項目です。この項目を加筆・訂正などしてくださる協力者を求めています（P:音楽/PJ:アルバム）。 |